# Leichtathletik-Länderkampf der Männer 1934 Schweden – Deutschland
| 4. Leichtathletik-Länderkampf mit deutscher Beteiligung 1934 | 4. Leichtathletik-Länderkampf mit deutscher Beteiligung 1934 |
| ------------------------------------------------------------ | ------------------------------------------------------------ |
|                                                              |                                                              |
| Ländervergleich der Männer: Schweden – Deutschland           |                                                              |
| Austragungsort                                               | Stockholm                                                    |
| Wettbewerbe                                                  | 20                                                           |
| Datum                                                        | 1./2. September 1934                                         |
| 1. SWE 2. GER                                                | 101 1⁄3 Punkte 100 2⁄3 Punkte                                |
| Chronik                                                      |                                                              |
| ← GER-SUI (M)                                                | GER-FIN (M) →                                                |

Der vierte Vergleich des Leichtathletik-Länderkampfjahrs 1934 brachte einen neuen Gegner für die deutschen Männer. Im 27. Länderkampf der Männer und 33. Länderkampf insgesamt ging es zum ersten Mal gegen Schweden. Die Begegnung wurde am 1. und 2. September in der schwedischen Hauptstadt Stockholm ausgetragen. In diesem Aufeinandertreffen musste das deutsche Männerteam seine erste Niederlage hinnehmen, die allerdings äußerst knapp ausfiel. Am Ende hatte Schweden einen Vorsprung von 2⁄3 Punkten aufzuweisen. 101 1⁄3 gegenüber 100 2⁄3 lautete das Endresultat.

## Modus
Gewertet wurde nach dem später standardisierten Format. Einzeldisziplinen: Pl. 1: 5 P, Pl. 2: 3 P, …, Pl. 4: 1 P / Staffeln: Pl. 1: 3 P, Pl. 2: 1 P.

## Wettbewerbe
In diesem Länderkampf wurde das Wettkampfangebot deutlich erweitert, deshalb war es sinnvoll, die Begegnung an zwei Tagen auszutragen. Im Bereich Laufen kamen mit der Langstrecke über 10.000 Meter, dem 3000-Meter-Hindernislauf und dem 400-Meter-Hürdenlauf drei Disziplinen hinzu. Im technischen Bereich fanden zusätzlich der Dreisprung sowie der Hammerwurf Berücksichtigung.

## Legende
Kurze Übersicht zur Bedeutung der Symbolik – so üblicherweise auch in sonstigen Veröffentlichungen verwendet:
| DSQ | disqualifiziert |

## Resultate

### 100 m
| Platz | Athlet             | Land | Zeit (s) |
| ----- | ------------------ | ---- | -------- |
| 1     | Erich Borchmeyer   | GER  | 10,7     |
| 2     | Gerd Hornberger    | GER  | 10,9     |
| 3     | Lennart Strandberg | SWE  | 11,1     |
| 4     | Olle Hallberg      | SWE  | 11,3     |

Datum: 2. September

### 200 m
| Platz | Athlet             | Land | Zeit (s) |
| ----- | ------------------ | ---- | -------- |
| 1     | Erich Borchmeyer   | GER  | 21,8     |
| 2     | Gerd Hornberger    | GER  | 22,1     |
| 3     | Lennart Strandberg | SWE  | 22,3     |
| 4     | Torbjörn Eriksson  | SWE  | 22,6     |

Datum: 1. September

### 400 m
| Platz | Athlet                 | Land | Zeit (s) |
| ----- | ---------------------- | ---- | -------- |
| 1     | Adolf Metzner          | GER  | 47,9     |
| 2     | Bertil von Wachenfeldt | SWE  | 48,2     |
| 3     | Sven Strömberg         | SWE  | 48,3     |
| 4     | Helmut Hamann          | GER  | 48,8     |

Datum: 1. September

### 800 m
| Platz | Athlet             | Land | Zeit (min) |
| ----- | ------------------ | ---- | ---------- |
| 1     | Eric Ny            | SWE  | 1:50,4     |
| 2     | Erik Wennberg      | SWE  | 1:52,7     |
| 3     | Hans König         | GER  | 1:55,2     |
| 4     | Wolfgang Dessecker | GER  | 2:13,8     |

Datum: 1. September

### 1500 m
| Platz | Athlet           | Land | Zeit (min) |
| ----- | ---------------- | ---- | ---------- |
| 1     | Eric Ny          | SWE  | 3:55,2     |
| 2     | Fritz Schaumburg | GER  | 3:57,0     |
| 3     | Alwin Paul       | GER  | 3:58,8     |
| 4     | Erik Wennberg    | SWE  | 4:02,8     |

Datum: 2. September

### 5000 m
| Platz | Athlet         | Land | Zeit (min) |
| ----- | -------------- | ---- | ---------- |
| 1     | Max Syring     | GER  | 14:54,4    |
| 2     | Henry Jonsson  | SWE  | 14:56,7    |
| 3     | E. Pettersson  | SWE  | 14:57,8    |
| 4     | Franz Schüller | GER  | 16:24,3    |

Datum: 1. September

### 10.000 m
| Platz | Athlet           | Land | Zeit (min) |
| ----- | ---------------- | ---- | ---------- |
| 1     | Max Syring       | GER  | 31:42,8    |
| 2     | Ragnar Magnusson | SWE  | 31:44,4    |
| 3     | Otto Bree        | GER  | 31:55,0    |
| 4     | Andersson        | SWE  | 32:09,9    |

Datum: 2. September

### 110 m Hürden
| Platz | Athlet          | Land | Zeit (s) |
| ----- | --------------- | ---- | -------- |
| 1     | Sten Pettersson | SWE  | 14,9     |
| 2     | Erwin Wegner    | GER  | 14,9     |
| 3     | Håkan Lidman    | SWE  | 15,0     |
| 4     | Willi Welscher  | GER  | 15,1     |

Datum: 1. September

### 400 m Hürden
| Platz | Athlet        | Land | Zeit (s) |
| ----- | ------------- | ---- | -------- |
| 1     | Hans Scheele  | GER  | 54,2     |
| 2     | Leif Dahlgren | SWE  | 55,3     |
| 3     | Lundgren      | SWE  | 58,8     |
| DSQ   | Alfred Kopp   | GER  |          |

Datum: 2. September

### 3000 m Hindernis
| Platz | Athlet         | Land | Zeit (min) |
| ----- | -------------- | ---- | ---------- |
| 1     | Lars Larsson   | SWE  | 9:19,6     |
| 2     | Ekman          | SWE  | 9:20,4     |
| 3     | Alfred Dompert | GER  | 9:37,8     |
| 4     | Willi Göhrt    | GER  | 9:58,8     |

Datum: 2. September

### 4 × 100 m Staffel
Datum: 1. September
Die deutsche Staffel lief in der Besetzung Egon Schein, Erwin Gillmeister, Gerd Hornberger und Erich Borchmeyer in 41,6 Sekunden als erste durchs Ziel, wurde jedoch wegen Wechselüberschreitung disqualifiziert.

Schweden erreichte mit Åke Stenquist, Lennart Strandberg, Håkan Lidman und Torbjörn Eriksson das Ziel dahinter in 43,5 Sekunden.

Man einigte sich schließlich darauf, dass für diese Staffel keine Punkte vergeben wurden.

### 4 × 400 m Staffel
| Platz | Besetzung       | Land                                                               | Zeit (min) |
| ----- | --------------- | ------------------------------------------------------------------ | ---------- |
| 1     | Schweden        | Sven Strömberg Pelle Pihl Torbjörn Eriksson Bertil von Wachenfeldt | 3:16,8     |
| 2     | Deutsches Reich | Helmut Hamann Harry Voigt Wilhelm Single Adolf Metzner             | 3:17,4     |

Datum: 2. September

### Hochsprung
| Platz | Athlet          | Land | Höhe (m) |
| ----- | --------------- | ---- | -------- |
| 1     | Gustav Weinkötz | GER  | 1,91     |
| 1     | Hans Martens    | GER  | 1,91     |
| 3     | Nils Bergström  | SWE  | 1,88     |
| 3     | Kurt Lundqvist  | SWE  | 1,88     |

Datum: 1. September

### Stabhochsprung
| Platz | Athlet         | Land | Höhe (m) |
| ----- | -------------- | ---- | -------- |
| 1     | Bo Ljungberg   | SWE  | 3,90     |
| 1     | Julius Müller  | GER  | 3,90     |
| 1     | Gustav Wegner  | GER  | 3,90     |
| 4     | Henry Lindblad | SWE  | 3,80     |

Datum: 2. September

### Weitsprung
| Platz | Athlet          | Land | Weite (m) |
| ----- | --------------- | ---- | --------- |
| 1     | Wilhelm Leichum | GER  | 7,65      |
| 2     | Luz Long        | GER  | 7,43      |
| 3     | Olle Hallberg   | SWE  | 7,31      |
| 4     | Eric Svensson   | SWE  | 7,30      |

Datum: 1. September

### Dreisprung
| Platz | Athlet          | Land | Weite (m) |
| ----- | --------------- | ---- | --------- |
| 1     | Eric Svensson   | SWE  | 14,68     |
| 2     | Holmberg        | SWE  | 14,56     |
| 3     | Anton Gottlieb  | GER  | 13,33     |
| 4     | Wilhelm Leichum | GER  | 12,63     |

Datum: 2. September

### Kugelstoßen
| Platz | Athlet                | Land | Weite (m) |
| ----- | --------------------- | ---- | --------- |
| 1     | Hans Woellke          | GER  | 15,26     |
| 2     | Valfrid Rahmqvist     | SWE  | 15,18     |
| 3     | Hans-Heinrich Sievert | GER  | 15,15     |
| 4     | Samuel Norrby         | SWE  | 14,96     |

Datum: 1. September

### Diskuswurf
| Platz | Athlet                | Land | Weite (m) |
| ----- | --------------------- | ---- | --------- |
| 1     | Harald Andersson      | SWE  | 49,97     |
| 2     | Hans-Heinrich Sievert | GER  | 48,22     |
| 3     | Anton Karlsson        | SWE  | 47,71     |
| 4     | Hans-Günther Meyer    | GER  | 43,41     |

Datum: 2. September

### Hammerwurf
| Platz | Athlet         | Land | Weite (m) |
| ----- | -------------- | ---- | --------- |
| 1     | Gunnar Jansson | SWE  | 51,57     |
| 2     | Ossian Skiöld  | SWE  | 50,55     |
| 3     | Rudolf Seeger  | GER  | 49,16     |
| 4     | Johann Becker  | GER  | 43,12     |

Datum: 2. September

### Speerwurf
| Platz | Athlet            | Land | Weite (m) |
| ----- | ----------------- | ---- | --------- |
| 1     | Lennart Atterwall | SWE  | 68,14     |
| 2     | Gottfried Weimann | GER  | 65,50     |
| 3     | Gerhard Stöck     | GER  | 64,68     |
| 4     | Ekengren          | SWE  | 61,53     |

Datum: 2. September